# Пепікео (Гаваї)
Пепікео (англ. Pepeekeo) — переписна місцевість (CDP) в США, в окрузі Гаваї штату Гаваї. Населення — 1826 осіб (2020).

## Географія
Пепікео розташоване за координатами 19°49′54″ пн. ш. 155°6′22″ зх. д. / 19.83167° пн. ш. 155.10611° зх. д. (19.831551, -155.106159).  За даними Бюро перепису населення США в 2010 році переписна місцевість мала площу 3,09 км², уся площа — суходіл.

### Клімат
Громада знаходиться у зоні, котра характеризується морським кліматом.
| Клімат Пепікео       | Клімат Пепікео | Клімат Пепікео | Клімат Пепікео | Клімат Пепікео | Клімат Пепікео | Клімат Пепікео | Клімат Пепікео | Клімат Пепікео | Клімат Пепікео | Клімат Пепікео | Клімат Пепікео | Клімат Пепікео | Клімат Пепікео |
| Показник             | Січ.           | Лют.           | Бер.           | Квіт.          | Трав.          | Черв.          | Лип.           | Серп.          | Вер.           | Жовт.          | Лист.          | Груд.          | Рік            |
| Норма опадів, мм     | 532            | 558            | 499            | 440            | 596            | 380            | 518            | 529            | 410            | 503            | 626            | 372            | 5963           |
| -------------------- | -------------- | -------------- | -------------- | -------------- | -------------- | -------------- | -------------- | -------------- | -------------- | -------------- | -------------- | -------------- | -------------- |
| Джерело: Weatherbase |                |                |                |                |                |                |                |                |                |                |                |                |                |

## Демографія
Згідно з переписом 2010 року, у переписній місцевості мешкало 1789 осіб у 629 домогосподарствах у складі 448 родин. Густота населення становила 578 осіб/км².  Було 673 помешкання (218/км²).
Расовий склад населення:
| - 43,0 % — азіатів - 12,9 % — білих - 12,2 % — вихідців з тихоокеанських островів - 0,7 % — чорних або афроамериканців - 0,3 % — корінних американців - 1,0 % — осіб інших рас |

До двох чи більше рас належало 29,9 %. Частка іспаномовних становила 12,6 % від усіх жителів.
За віковим діапазоном населення розподілялося таким чином: 24,6 % — особи молодші 18 років, 56,5 % — особи у віці 18—64 років, 18,9 % — особи у віці 65 років та старші. Медіана віку мешканця становила 40,4 року. На 100 осіб жіночої статі у переписній місцевості припадало 100,8 чоловіків;  на 100 жінок у віці від 18 років та старших — 91,3 чоловіків також старших 18 років.
Середній дохід на одне домашнє господарство  становив 47 637 доларів США (медіана — 33 438), а середній дохід на одну сім'ю — 50 279 доларів (медіана — 34 107). За межею бідності перебувало 28,5 % осіб, у тому числі 56,7 % дітей у віці до 18 років та 11,3 % осіб у віці 65 років та старших.
Цивільне працевлаштоване населення становило 583 особи. Основні галузі зайнятості: освіта, охорона здоров'я та соціальна допомога — 19,6 %, роздрібна торгівля — 16,0 %, оптова торгівля — 13,0 %, мистецтво, розваги та відпочинок — 10,1 %.